# Conops indicus
Conops indicus är en tvåvingeart som beskrevs av Krober 1916. Conops indicus ingår i släktet Conops och familjen stekelflugor. Inga underarter finns listade i Catalogue of Life.